# Manoncourt-en-Vermois
Manoncourt-en-Vermois är en kommun i departementet Meurthe-et-Moselle i regionen Grand Est (tidigare regionen Lorraine) i nordöstra Frankrike. Kommunen ligger i kantonen Saint-Nicolas-de-Port som tillhör arrondissementet Nancy. År 2022 hade Manoncourt-en-Vermois 338 invånare.

## Befolkningsutveckling
Antalet invånare i kommunen Manoncourt-en-Vermois
| Referens: INSEE |